# Васильевское (Сергиево-Посадский район)
Васи́льевское — село в Сергиево-Посадском районе Московской области, в составе муниципального образования сельское поселение Васильевское (до 29 ноября 2006 года входило в состав Васильевского сельского округа).
В 7133 (1625) году село Васильевское с деревнями Инобожского стана (по речке Инобож) Дмитровского уезда принадлежит московскому Успенскому собору.

## Расположение
Васильевское расположено примерно в 21 км (по шоссе) на запад от Сергиева Посада, на безымянном ручье, левом притоке реки Имбушки (левый приток Вели), высота центра деревни над уровнем моря — 216 м.
Село связано автобусным сообщением с райцентром и соседними населёнными пунктами.

## Население
| 2002 | 2006  | 2010  |
| ---- | ----- | ----- |
| 1300 | ↗1305 | ↘1264 |

## Инфраструктура
Действуют средняя общеобразовательная школа, детский сад, почтовое отделение, Дом культуры, библиотека. 
Васильевская церковь в селе Васильевском известна с XVI века. Современное каменное однокупольное здание, в стиле классицизма, с трапезной, колокольней и Ильинским приделом, построено в 1836 году. В 1951 году закрыта, возвращена верующим в 1991 году, действует. Также имеется часовня 1868 года постройки, кладбищенская часовня 1872 года постройки, работы архитектора И. М. Малышева, не сохранилась. 
На 2016 год в селе зарегистрировано 2 садовых товарищества.